# Aphyosemion decorsei
Aphyosemion decorsei är en fiskart som först beskrevs av Pellegrin, 1904.  Aphyosemion decorsei ingår i släktet Aphyosemion och familjen Nothobranchiidae. IUCN kategoriserar arten globalt som otillräckligt studerad. Inga underarter finns listade i Catalogue of Life.